# Hormisa nubilifascia
Hormisa nubilifascia là một loài bướm đêm trong họ Noctuidae.